# Neurothemis fulvia
Neurothemis fulvia är en trollsländeart som först beskrevs av Dru Drury 1773.  Neurothemis fulvia ingår i släktet Neurothemis och familjen segeltrollsländor. IUCN kategoriserar arten globalt som livskraftig. Inga underarter finns listade i Catalogue of Life.

## Bildgalleri

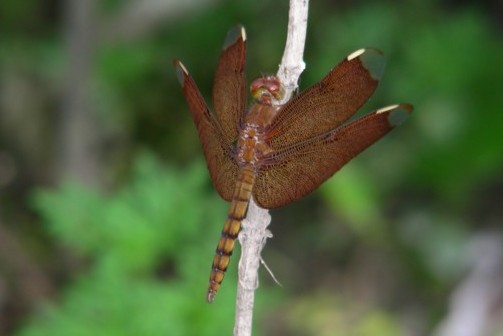
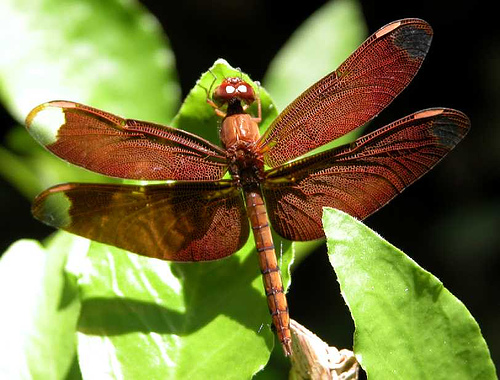
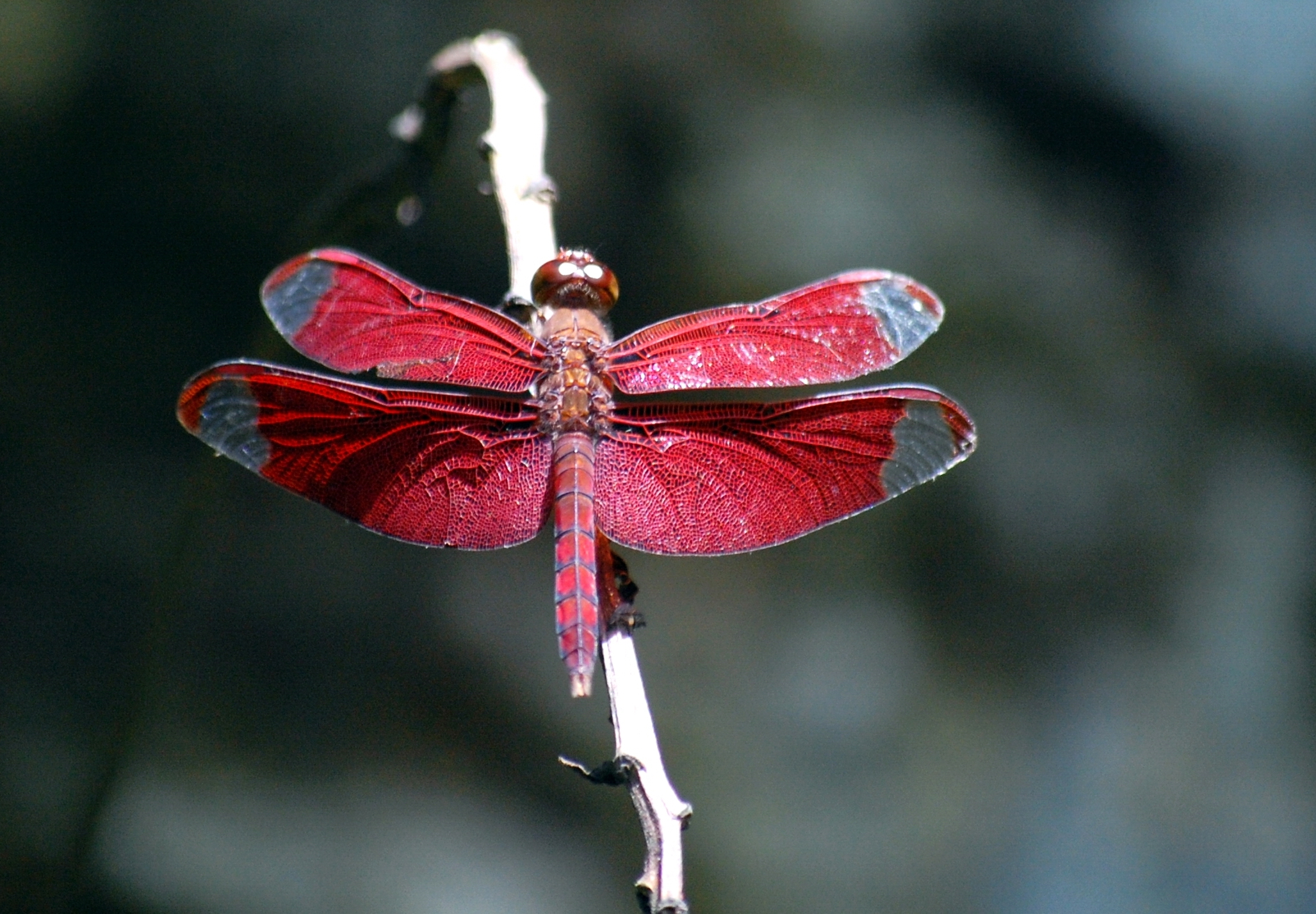
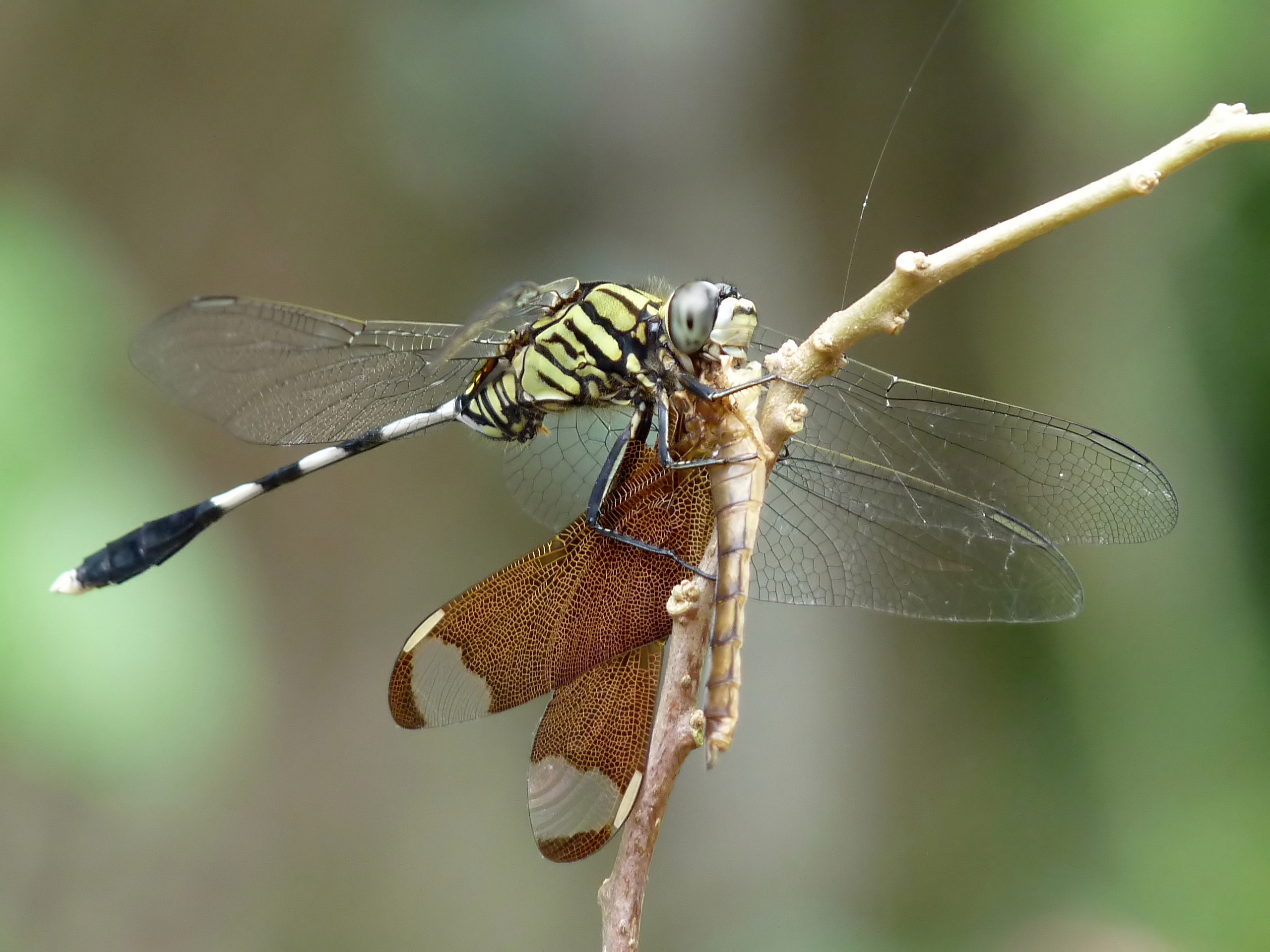
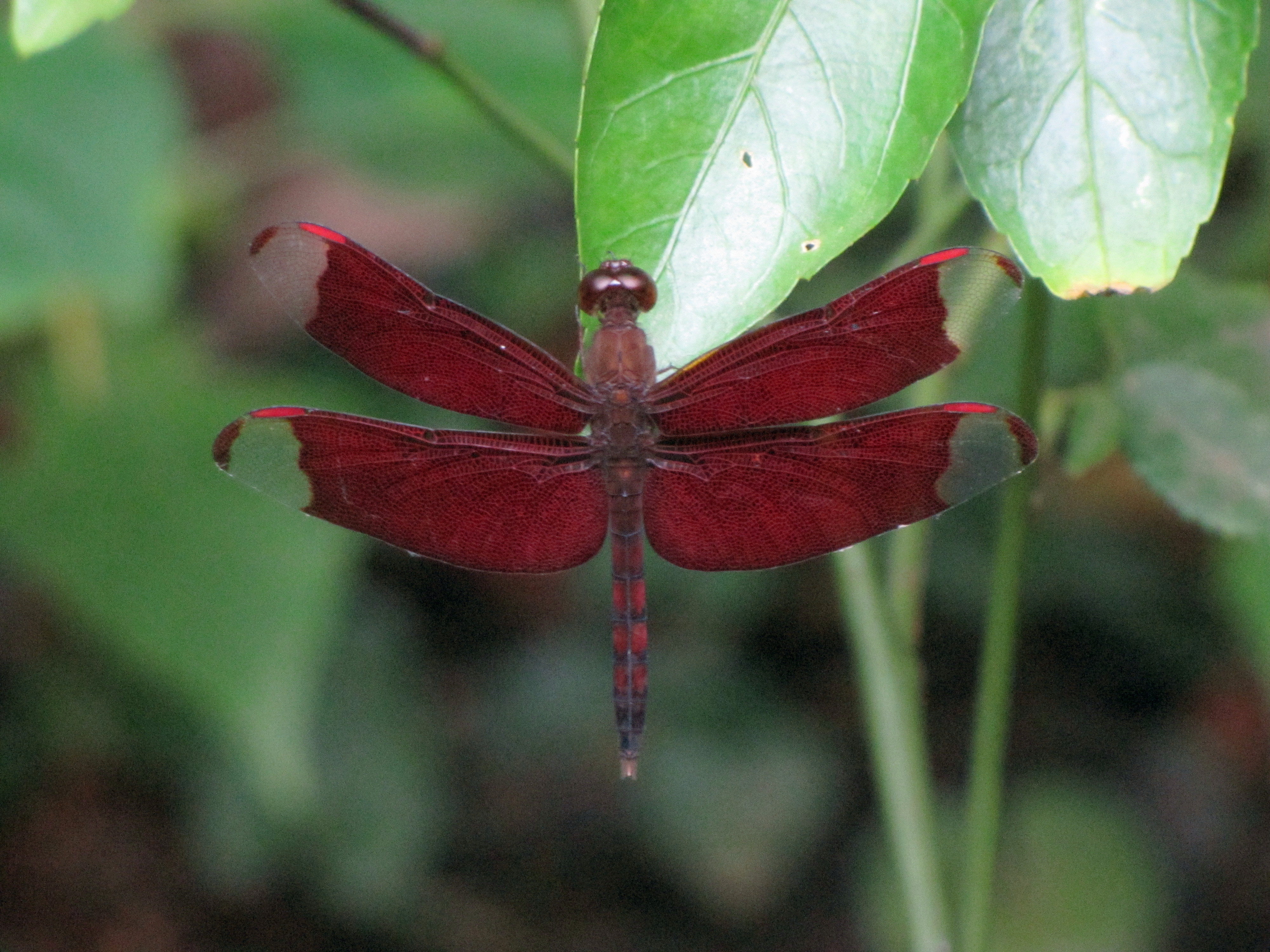
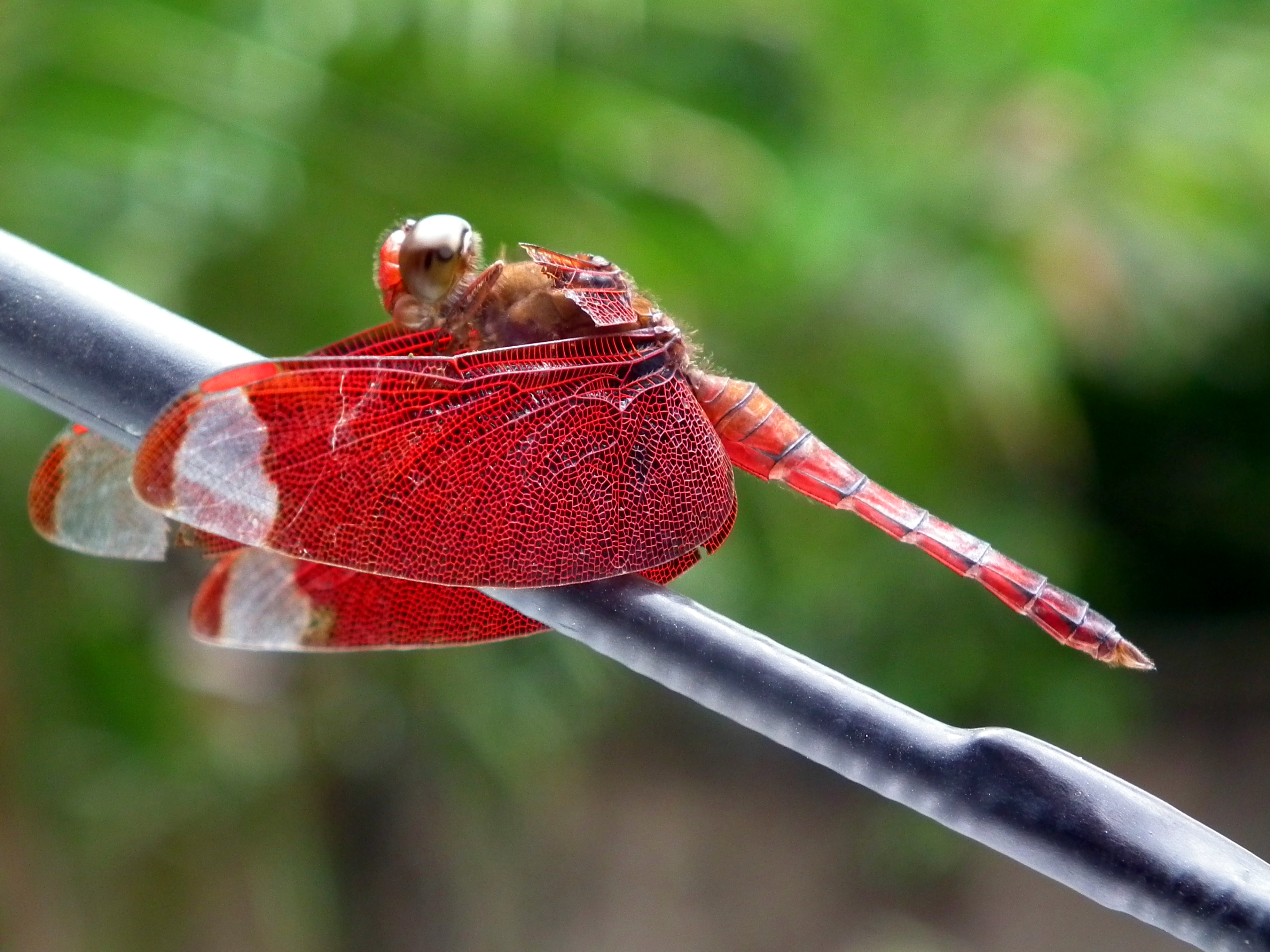
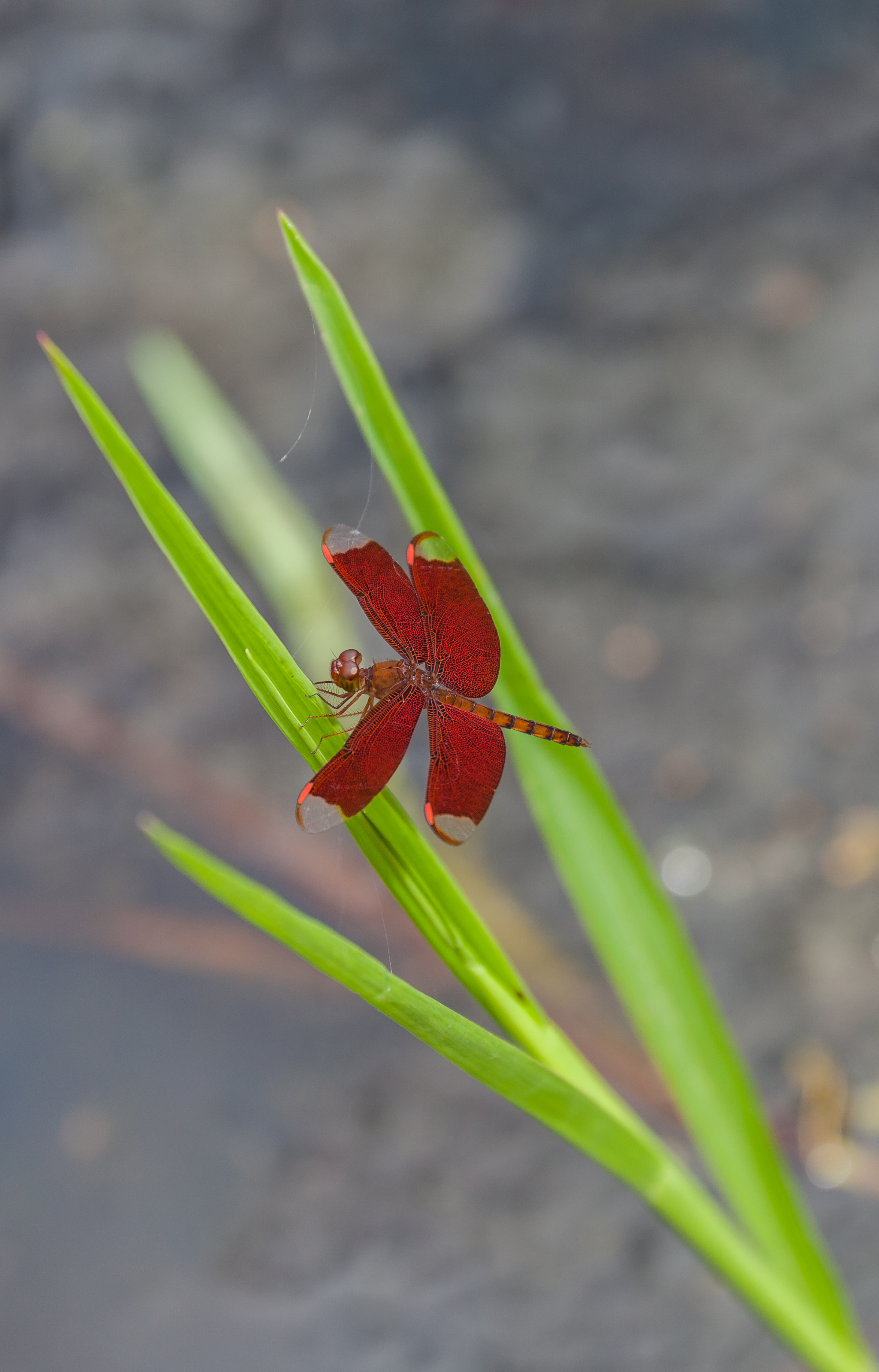